# Эль-Батрун (район)
Батрун (араб. قضاء البترون‎) — один из 25 районов Ливана, входит в состав провинции Северный Ливан.
Административный центр района — город Батрун.

## География
Район расположен в северо-западной части Ливана и занимает площадь 278 км². На севере граничит с районами Бишари и Кура, на юге — с районом Джебейль, на востоке — с районом Баальбек, на западе омывается водами Средиземного моря.

## Муниципалитеты
Административно район разделён на 24 муниципалитета.